# Assemblée de notables de 1560
L’assemblée de notables de 1560 est une réunion qui a lieu en août 1560, au château de Fontainebleau.

## Contexte
Cette assemblée est le fruit de la crise ouverte en 1559-1560 dans une optique de dialogue entre Catherine de Médicis et les Guise.

## Déroulement
L’assemblée se déroule du 21 au 26 août 1560 au château de Fontainebleau (dans la chambre de la Reine, selon le chroniqueur local Guilbert). Elle réunit des membres du Conseil du roi, mais également des secrétaires d’État, des trésoriers de l’Épargne, des maîtres des Requêtes ainsi que des chevaliers de l’ordre de Saint-Michel. On y confirme le refus d’accorder des lieux de culte aux réformés et l’on propose également la réunion d’un concile national et d’états généraux du royaume.